# Arnošt Reiser

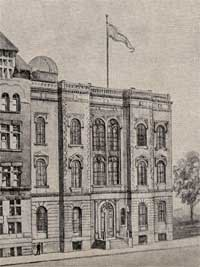
Původní budova University Tandon School of Engineering v New Yorku

Arnošt Reiser (5. července 1920 Praha – 4. srpna 2015 New York) byl český, anglický a americký fyzikální chemik a pedagog. Pražský rodák se po emigraci v roce 1960 stal světově uznávaným chemikem.
Od roku 1960 téměř 25 let pracoval v Anglii v oboru fotochemie pro společnost Eastman Kodak. Jeho objev využití infračerveného laseru pro výrobu začaly používat světové společnosti jako Kodak-Polychrome, Agfa, Fuji a Mitsubishi.
Od roku 1982 téměř 30 let byl ředitelem Ústavu zobrazovacích věd (Institut of Imaging Sciences) na University Tandon School of Engineering v New Yorku. Tato univerzita je druhou nejstarší soukromou inženýrskou a technologickou školou ve Spojených státech. Zde se proslavil svou prací na látkách citlivých na světlo (fotorezistech), které umožnily revoluci ve výrobě a použití polovodičů.
V roce 1999 obdržel Čestnou oborovou medaili Jaroslava Heyrovského za zásluhy v chemických vědách, která je pojmenována po českém nositeli Nobelovy ceny z roku 1959 Jaroslavu Heyrovském a je udělována Akademií věd České republiky za zásluhy v oblasti chemie.

## Vzdělání
Arnošt Reiser se narodil 5. července 1920 v Praze a pocházel z židovské rodiny, která vlastnila pivovar. Na podzim roku 1944 byla celá rodina odvezena do ghetta v Terezíně a pak do koncentračního tábora v Osvětimi, kde jeho rodiče zahynuli. Arnošt přežil a po osvobození se vrátil do Prahy.
Po válce začal Arnošt Reiser studovat botaniku, ale více ho zajímala chemie, a proto brzy přešel na Vysokou školu chemicko-technologickou (VŠCHT). Po jejím absolvování zůstal  na škole a v roce 1951 se stal docentem a vedoucím katedry fyzikální chemie. Zde pracoval až do roku 1960. Se svým spolužákem Eduardem Hálou napsal zásadní učebnici Fyzikální chemie.
V roce 1960 utekl se svou ženou Ruth a dvěma syny přes NDR do Dánska, neboť navzdory profesním úspěchům nebyl jeho život v komunisty ovládaném Československu jednoduchý.

## Kariera

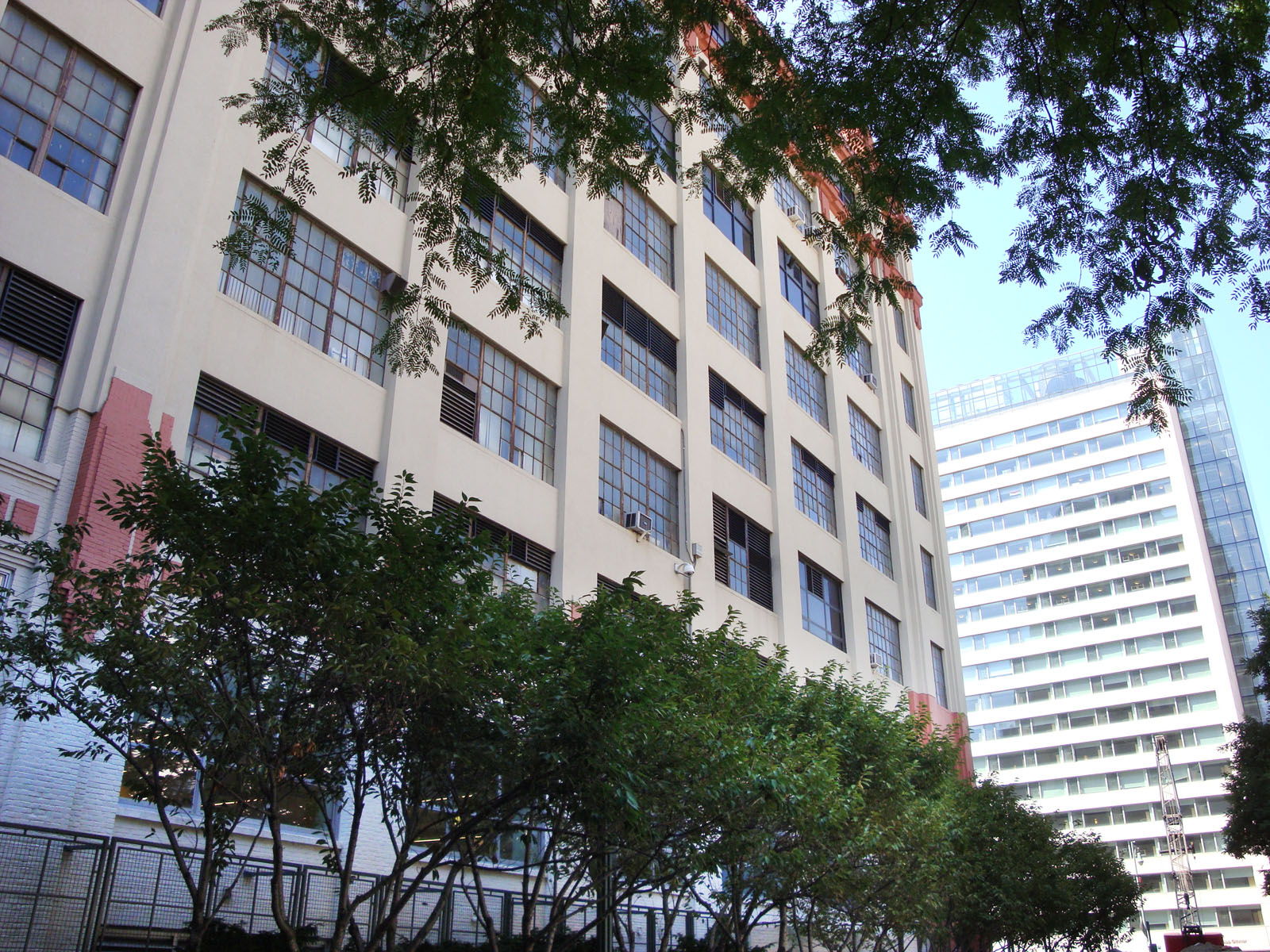
Rogers Hall, hlavní akademická budova University Tandon School of Engineering

V listopadu v roce 1960 se z Dánska přestěhoval do Anglie, kde žil téměř 25 let a pracoval jako průmyslový chemik v oboru fotochemie pro společnost Eastman Kodak. Dostal na starost její fotochemickou laboratoř, kde se svým týmem prováděl testy fotorezistů. Také výsledky jejich výzkumu použil nositel Nobelovy ceny William Bradford Shockley k vytvoření tranzistoru. Reiser tak stál na počátku polovodičové revoluce. Na počest jeho práce v Kodaku mu princ Charles udělil národní titul doktora věd.
V roce 1982 přijal nabídku na práci v USA, kde se stal  ředitelem Ústavu zobrazovacích věd (Institut of Imaging Sciences) na Polytechnické univerzitě (University Tandon School of Engineering) v New Yorku. Vědecké práci se zde věnoval více než 30 let. Byl také výborným pedagogem a jeho přednášky byly velmi populární. Byl proslulý hlubokým zájmem o své studenty a ochotou spolupracovat s nimi i mimo školní lavice.
Arnošt Reiser byl aktivní ve vědě až do vysokého věku 95 let. Zemřel 4. srpna 2015 v Rogers Hall, kde strávil nespočet hodin během více než tří desetiletí své kariéry,

## Výzkum

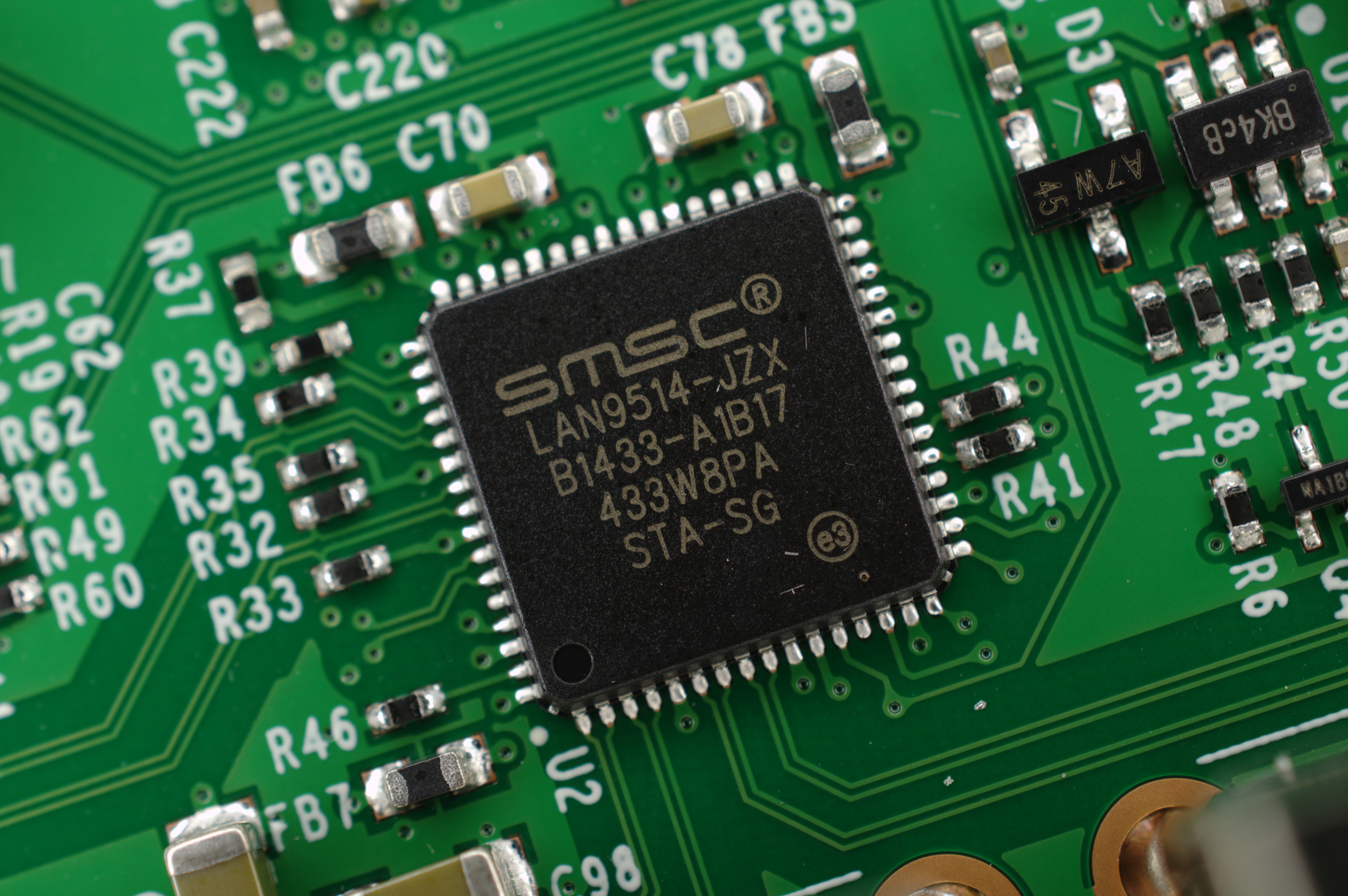
Ukázka mikročipu

- Ukázka mikročipuArnošt Reiser se podílel na zdokonalování technologie mikrolitografie, která vytváří jemně vzorovaný tenký film ochranných materiálů na substrátu, aby ochránila vybrané oblasti během následných operací leptání, nanášení nebo implantace. Mikrolitografie produkuje mikroskopické útvary velikosti 10 mikrometrů a méně (nanolitografie dokonce méně než 100 nanometrů). V současnosti je tato technologie součástí přípravy struktur v tenkých vrstvách kovů a dielektrik na křemíkových nebo skleněných podložkách a je základem pro výrobu integrovaných obvodů – mikročipů. Obecně  je široce používána v polovodičovém průmyslu.

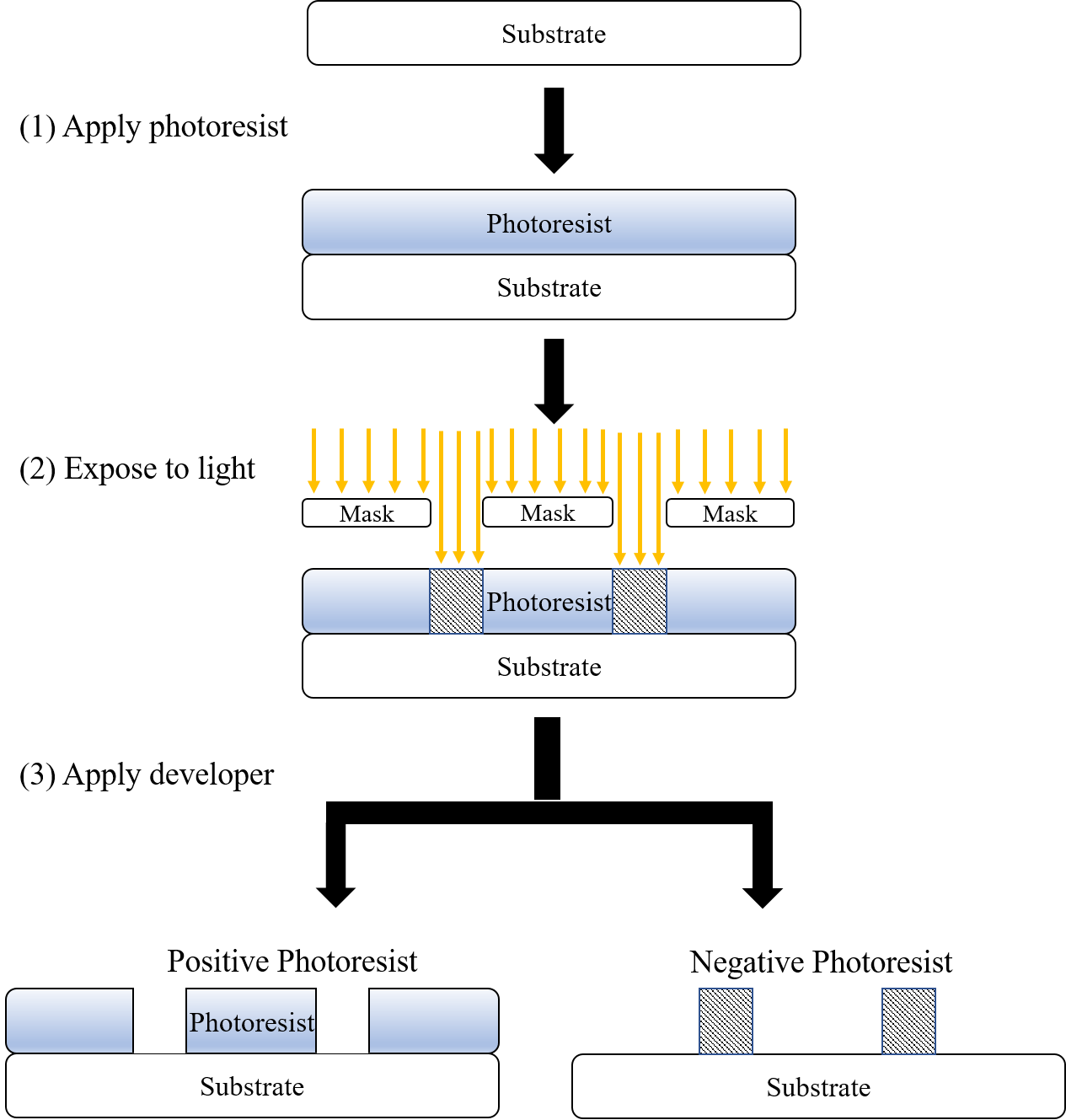
Schéma využití fotorezistu při fotolitografii

- Schéma využití fotorezistu při fotolitografiiMezi specifické mikrolitografické procesy patří fotolitografie, proces kdy se světlo promítá na fotocitlivý materiál - fotorezist. Arnošt Reiser se zabýval především právě těmito materiály, které se používají k vytvoření vzorovaného povlaku na povrchu materiálů. Princip fotorezistů je založen na vnitřním fotoelektrickém jevu, kdy světlo (foton) narazí do elektronu ve valenční sféře a předá mu svoji energii. Tím elektron získá dostatek energie a skočí z valenčního pásu do vodivostního pásu. Takto vzniklé volné elektrony přispívají ke snížení elektrického odporu. Čím více světla na fotorezistor dopadá, tím vzniká více volných elektronů a zvyšuje se tím elektrická vodivost. Tento proces je v současnosti klíčový v elektronickém průmyslu.
- Jeho objev využití infračerveného laseru pro výrobu začaly používat společnosti jako Kodak-Polychrome, Agfa, Fuji a Mitsubishi.

## Publikace
- Arnošt Reiser: Útěk: Paměti 1920–1991 (Academia, 2003) - autobiografická próza
- Arnošt Reiser: Život s vědou 1939–2009 (VŠCHT, 2010)